# Four in the Morning (I Can't Take Anymore)
«Four in the Morning (I Can't Take Anymore)» —en castellano: «Cuatro de la mañana (Ya no lo puedo aceptar)»— es una canción de la banda estadounidense de hard rock Night Ranger y fue escrita por Jack Blades. Es la tercera pista del álbum de estudio Seven Wishes, publicado por MCA Records en 1985.

## Descripción y lanzamiento
Este tema fue publicado como el segundo sencillo de Seven Wishes en agosto de 1985 en formatos de siete y doce pulgadas, siendo producido por Pat Glasser. La edición de siete pulgadas numera en el lado B la melodía «This Boy Needs to Rock» —traducido del inglés: «Este chico necesita rockear»—, compuesta por Blades y Brad Gillis. El sencillo de doce pulgadas es promocional, por lo tanto contiene la canción principal en su versión larga en ambas caras del vinilo.

## Recepción
Al igual que su antecesor, «Four in the Morning» consiguió entrar en dos listados del Billboard, alcanzando las posiciones 14.º y 19.º del Mainstream Rock Tracks y el Hot 100 respectivamente. Aunque no logró la misma atención que en los EE. UU., el tema fue enlistado entre los 100 sencillos más populares de la revista canadiense RPM, ubicándose en el lugar 84.º el 2 de noviembre de 1985.

## Lista de canciones
Versión comercial

| Cara A |                                              |              |          |  |
| N.º    | Título                                       | Escritor(es) | Duración |  |
| 1.     | «Four in the Morning (I Can't Take Anymore)» | Jack Blades  | 3:32     |  |

| Cara B |                          |                      |          |  |
| N.º    | Título                   | Escritor(es)         | Duración |  |
| 2.     | «This Boy Needs to Rock» | Blades / Brad Gillis | 3:57     |  |
| 7:29   |                          |                      |          |  |

Edición promocional

| Cara A |                                              |              |          |  |
| N.º    | Título                                       | Escritor(es) | Duración |  |
| 1.     | «Four in the Morning (I Can't Take Anymore)» | Jack Blades  | 3:54     |  |

| Cara B |                                              |              |          |  |
| N.º    | Título                                       | Escritor(es) | Duración |  |
| 2.     | «Four in the Morning (I Can't Take Anymore)» | Jack Blades  | 3:54     |  |
| 7:52   |                                              |              |          |  |

## Créditos
- Jack Blades — voz principal y bajo.
- Kelly Keagy — voz principal y batería.
- Brad Gillis — guitarra y coros.
- Jeff Watson — guitarra.
- Alan Fitzgerald — teclados y coros.

## Listas
| Año  | País           | Lista                            | Posición máxima |
| ---- | -------------- | -------------------------------- | --------------- |
| 1985 | Canadá         | RPM Magazine Top 100 Singles     | 84.º            |
| 1985 | Estados Unidos | Billboard Hot 100                | 19.º            |
| 1985 | Estados Unidos | Billboard Mainstream Rock Tracks | 14.º            |